# カズマ地形
カズマ地形（Chasma、複数形chasmata）または裂溝帯は、天文地質学において、「深く側面が切り立った細長い窪み構造」を意味する用語である。2013年時点で、国際天文学連合 (IAU) は、太陽系において118個を命名している。その内訳は、金星63個、火星24個、土星の衛星のミマス6個、テティス2個、ディオネ2個、レア5個、天王星の衛星アリエル7個、チタニア2個、オベロン1個である。例としては、火星のエオス・カズマがある。

## 火星のカズマ地形
下は、火星の主なカズマの画像である。地図にはその位置が示されている。

### 内部の層状堆積物と硫酸塩
カンドール・カズマの床部の一部は、interior layered deposits (ILD's) と呼ばれる層状堆積物を含む。これらの層は、この地域全体が巨大な湖だった頃に形成された可能性がある。
火星のいくつかの場所には、水和した硫酸塩の沈殿物がある。
硫酸塩の形成は、水の存在と関連する。欧州宇宙機関のマーズ・エクスプレスは、舎利塩（硫酸マグネシウム七水塩）やキーゼル石（硫酸マグネシウム一水塩）が存在するかもしれない証拠を発見した。この地域のローバーによる探査が待たれている。

### 層
谷の壁の岩の画像は、ほぼ常に層状になっている。下記のガンジス・カズマの層の画像では、上の明るい色の沈殿物の層が、下の暗い色の層よりも早く浸食されているのが見える。火星のいくつかの崖では、目立つ暗い色の層があり、しばしば大きな破片に割れている。これらは、柔らかい灰の沈殿物ではなく、固い火山岩であると考えられている。固い層の例は、コプラテス・カズマで見られる。タルシス山との距離の近さから、岩の層は、溶岩流の層の後に、大きな噴火の後に振ってくる火山灰の沈殿と混ぜられてできたと考えられている。岩の層は、火星の長い地質史を保存していると考えられている。暗い層は、恐らく暗い溶岩に由来する。暗い火山岩の玄武岩は、火星では多く見られる。しかし、明るい色の沈殿物は川、湖、火山灰か風が砂や塵を吹き飛ばしたものであると考えられている。マーズ・ローバーは、硫酸塩を含む明るい色の岩を発見した。硫酸塩は、恐らく水中で形成されたと考えられ、古代の生命の痕跡を含む可能性があることから、興味を持たれている。

### ヘベス・カズマと水和沈殿物
囲まれた谷であるヘベス・カズマは、かつて水を湛えていた可能性がある。ここから水和された鉱物が発見されている。大規模な地下の泉が地表に噴き出してLight Toned Deposits (LTD's) と呼ばれる沈殿物を形成したと考えられている。この沈殿物は比較的若いため、ここで現在または過去の生命の存在が発見される可能性を示唆する者もいる。

### 画像

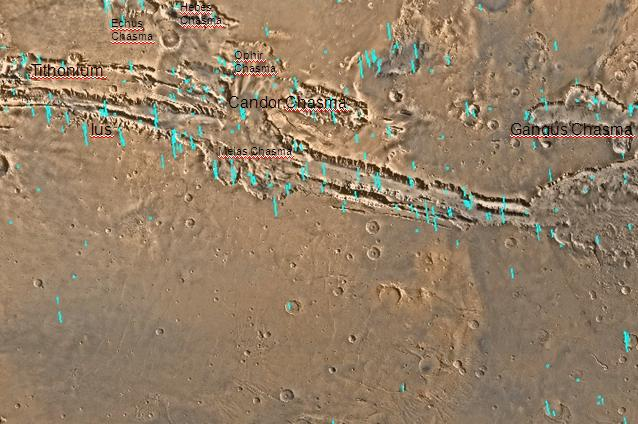
太陽系最大の谷であるマリネリス峡谷の詳細。いくつかの谷は、かつて水で満たされていた可能性がある。地図は、いくつかの主要なカズマの位置を示す。
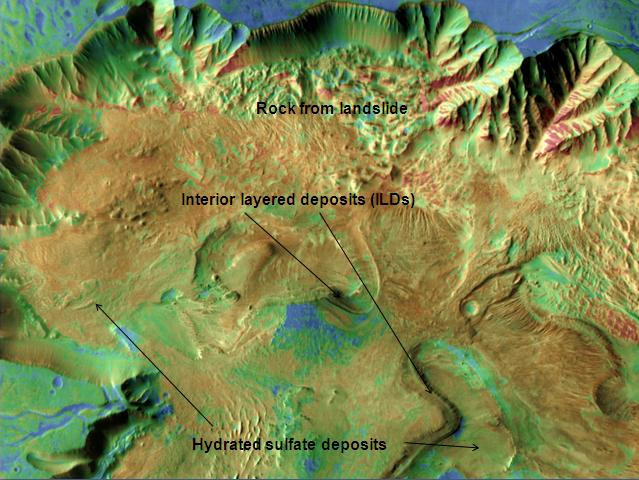
カンドール・カズマの擬色画像（2001マーズ・オデッセイ撮影）。水和した硫酸塩沈殿物の位置を示す。赤色は岩石質の場所、緑色と青色は、砂や塵の多い場所。
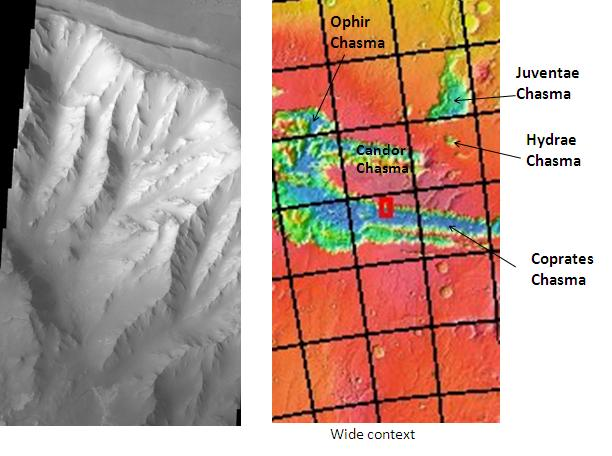
メラス・カズマ（〃）。
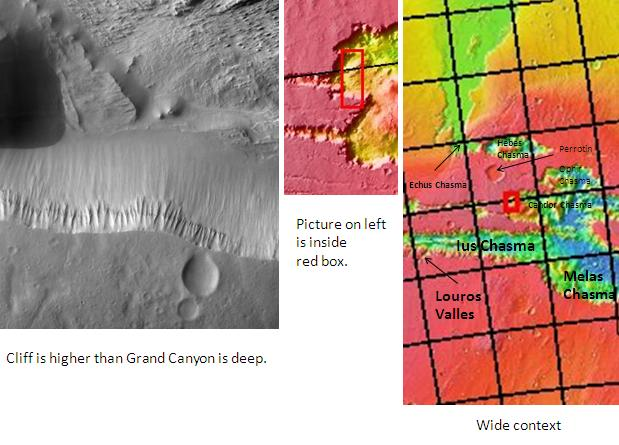
カンドール・カズマの崖（〃）。
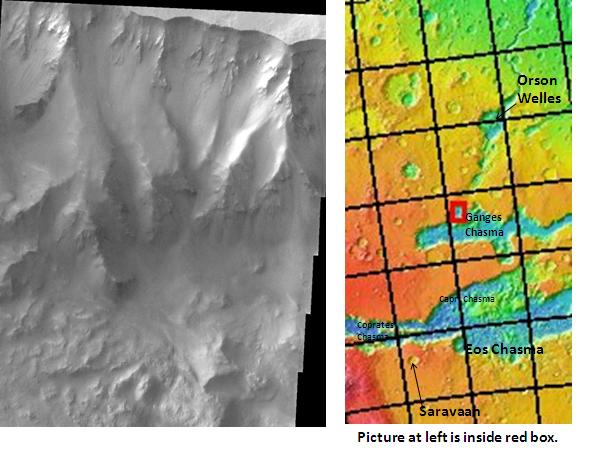
ガンジス・カズマ（英語版）の北壁の崖（〃）。
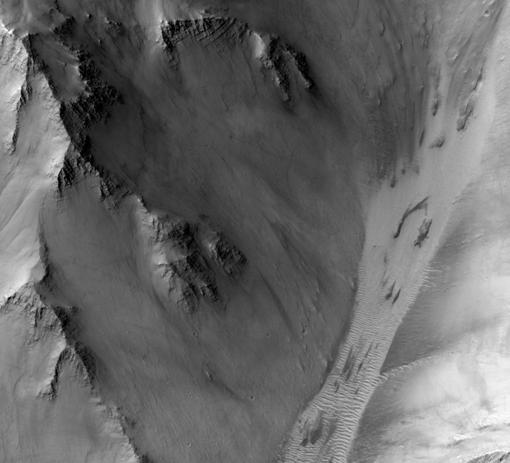
イウス・カズマ（英語版）（MRO撮影）。
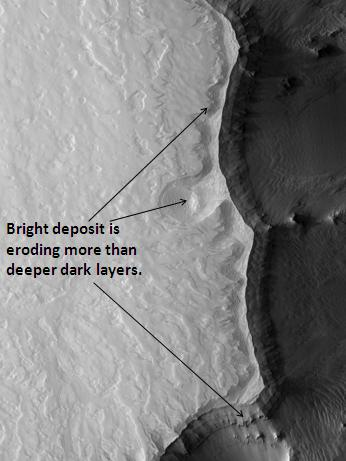
ガンジス・カズマ（〃）。